# Euryopis dentigera
Euryopis dentigera là một loài nhện trong họ Theridiidae.
Loài này thuộc chi Euryopis. Euryopis dentigera được Eugène Simon miêu tả năm 1879.